# Хинтон, Майкл
Джон Майкл Эллиот Хинтон (англ. Jonh Michael Elliot Hinton; 4 июля 1923 — 3 февраля 2000) — британский философ, основоположник дизъюнктивизма.

## Биография
С 1958 года преподавал в Оксфорде, с 1960 года состоял при оксфордском Ворчестерском колледже. В 1978—1979 годах работал в качестве приглашённого профессора в колледже Карлтон (Миннесота). До этого был лектором в Университете Виктории.
Хинтон широко цитируется в качестве основоположника дизъюнктивистской теории восприятия. Впервые эта теория была описана в 1973 году в его книге «Опыты: исследование некоторых неоднозначностей» (англ. Experiences: An Inquiry Into Some Ambiguities), а в его записях упоминания о ней относятся к 1966 году.